# Carnatic

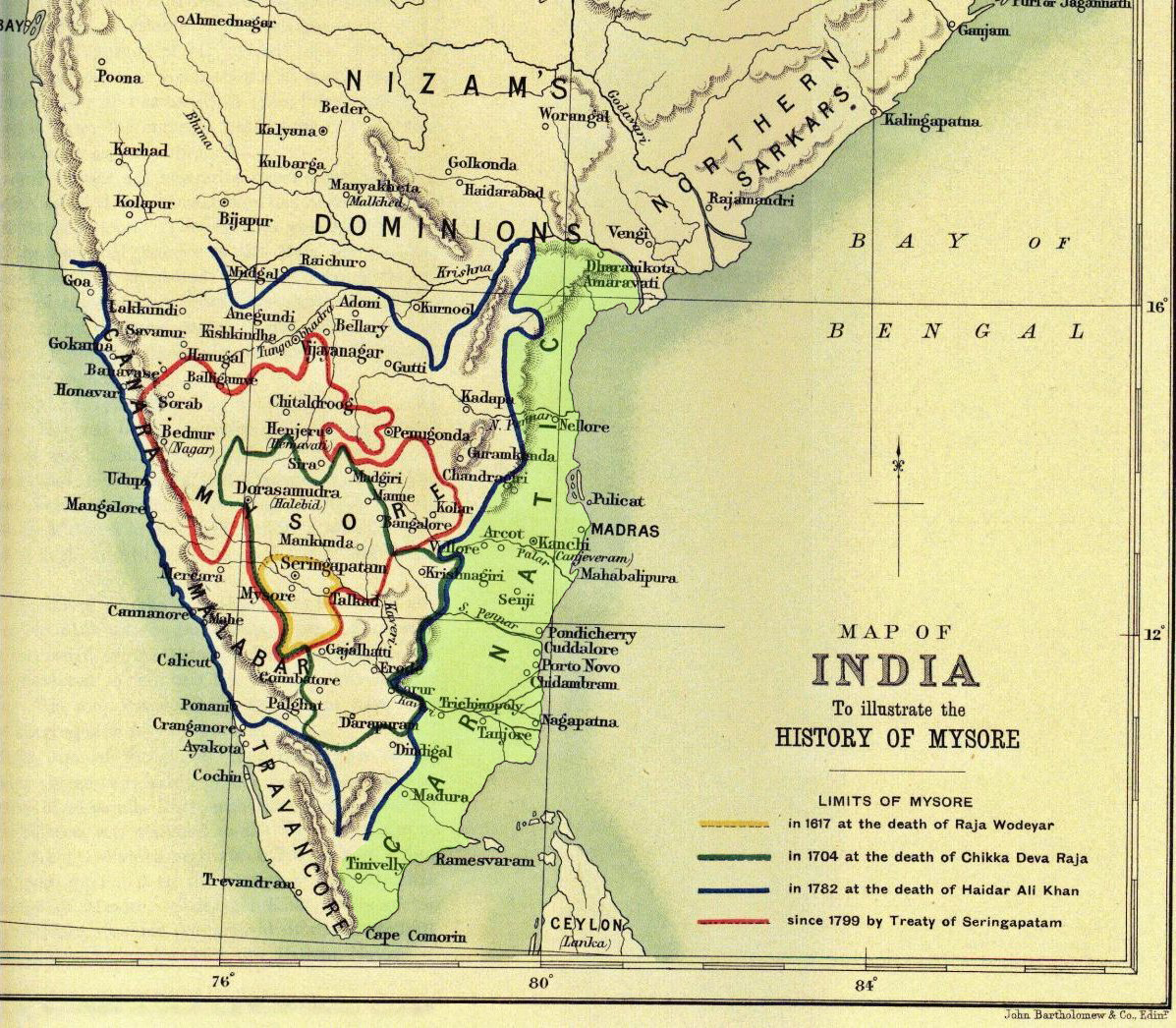
Mappa dell'India meridionale; il Carnatic è la regione in verde lungo la costa est della penisola indiana

Il Carnatic o Carnatico, anche detto Karnatak, Kannada, Karnata o Karnatakadesa, è una regione geografica dell'India, posta sulla costa sud-orientale del paese affacciata sul Golfo del Bengala e compresa tra i monti Ghati orientali a ovest e la Costa del Coromandel a est; la regione corrisponde al territorio del moderno stato federato indiano del Tamil Nadu unitamente alla parte sud-orientale del Karnataka, alla parte nord-orientale del Kerala e alla parte meridionale dell'Andhra Pradesh.
Il nome "Carnatic" o "Karnatak" è a volte utilizzato anche per riferirsi all'opposta regione situata sulla costa occidentale dell'India affacciata sul Mar Arabico, oggi ricompresa per gran parte nello stato federato di Karnataka.